# Ваэс де Торрес, Луис
Луи́с Ва́эс де То́ррес (исп. Luis Váez de Torres 1560—1614?) — испанский мореплаватель.

## Биография
О ранней жизни исследователя, как и о месте его рождения, ничего неизвестно. Первое упоминание в исторических документах относится к 1605 году, когда Торрес в качестве командира одного из трёх кораблей экспедиции Педро Фернандеса Кироса, а именно «Сан-Педро», отправился на поиски «Южной земли» (Австралии). Корабли выплыли из перуанского города Кальяо в декабре 1605 года, и в мае 1606 года они достигли островов, которые Кирос назвал «Austrialia de Espiritu Santo» (сейчас Новые Гебриды). Во время плавания корабли Кироса и Торреса разошлись. После безуспешных попыток Луиса найти обломки корабля Кироса, мореплаватель вместе с командиром третьего корабля экспедиции «Диего де Прадо-и-Товар» решил продолжить морское плавание. В ходе него были открыты южное побережье острова Новая Гвинея, а также пролив, отделяющий этот остров от Австралии. 27 октября 1606 года Торрес достиг западной оконечности Новой Гвинеи, а 22 мая прибыл в Манилу, где, вероятно, провёл остаток своей жизни.

## Память
В честь этого испанского мореплавателя названы некоторые географические объекты: пролив Торреса (пролив между Австралией и Новой Гвиней, который получил своё название в 1769 году), Острова Торресова пролива (группа островов в этом проливе), острова Торрес (группа островов в северной части архипелага Новые Гебриды).